# C/1980 E1 Bowell
C/1980 E1 (Bowell) è una cometa non periodica che sta seguendo una traiettoria iperbolica; fino alla scoperta di 1I/'Oumuamua è stato l'oggetto nel sistema solare con la maggiore eccentricità. Al contrario di 1I/'Oumuamua la cui eccentricità deriva dalla sua velocità originata dal fatto di provenire da fuori del sistema solare, la C/1980 E1 Bowell ha acquisito la velocità necessaria per avere la sua attuale traiettoria iperbolica grazie ad un passaggio ravvicinato col pianeta Giove.

## Passaggio ravvicinato a Giove del 9 dicembre 1980
Il 9 dicembre 1980 la C/1980 E1 (Bowell) è passata a 0,228 UA dal pianeta Giove: questa distanza coniugata alle modalità con cui è avvenuto il passaggio ha permesso alla cometa di acquisire una maggiore velocità che a sua volta ha aumentato l'eccentricità della cometa ponendola in una traiettoria iperbolica di non ritorno (al sistema solare)